# Bledius tibialis
Bledius tibialis är en skalbaggsart som beskrevs av Oswald Heer 1839. Bledius tibialis ingår i släktet Bledius, och familjen kortvingar. Enligt den finländska rödlistan är arten nationellt utdöd i Finland. Arten är reproducerande i Sverige. Artens livsmiljö är sandstränder vid Östersjön.